# Abacetus rufulus
Abacetus rufulus là một loài bọ chân chạy thuộc phân họ Pterostichinae. Loài này được Victor Motschulsky mô tả lần đầu năm 1866.